# Бесядкі (Малопольське воєводство)
Бесядкі (пол. Biesiadki) — село в Польщі, у гміні Ґнойник Бжеського повіту Малопольського воєводства.
Населення — 878 осіб (2011).
У 1975—1998 роках село належало до Тарновського воєводства.

## Географія
У селі бере початок Злоцький Потік.

## Демографія
Демографічна структура станом на 31 березня 2011 року:
|          | Загалом | Допрацездатний вік | Працездатний вік | Постпрацездатний вік |
| -------- | ------- | ------------------ | ---------------- | -------------------- |
| Чоловіки | 452     | 114                | 302              | 36                   |
| Жінки    | 426     | 91                 | 235              | 100                  |
| Разом    | 878     | 205                | 537              | 136                  |